# Txe Arana
Txe Arana (Lleida, Segrià, 1972) és una actriu i presentadora catalana, que es va donar a conèixer el 1993 presentant el programa musical Sputnik. També ha estat la veu d'anuncis publicitaris i d'algunes produccions audiovisuals, com ara la gala dels II Premis Gaudí de l'Acadèmia del Cinema Català, l'1 de febrer de 2010. A més, ha sigut la veu dels programes de televisió Ànima i Quan arribin els marcians. Col·labora en la revista digital Esguard.
El 10 de juliol del mateix any va fer, juntament amb l'actor Lluís Soler, la lectura de la declaració final de la manifestació "Som una nació. Nosaltres decidim" en nom dels organitzadors. Txe Arana defensa la independència de Catalunya, i ha participat en una campanya per a promoure la participació en el consulta el 2014.

## Filmografia principal

### Televisió
- 1993: Sputnik (presentadora)
- 1993: Tres senyores i un senyor (presentadora)
- 1998-2000: Laberint d'ombres
- 1999: Coses de la vida (presentadora)
- 2001: Temps de Silenci (2 episodis)
- 2005: El cor de la ciutat
- 2007: Colors en sèrie (veu, episodi "Vermell")
- 2007: Un lloc per viure (veu, documental)
- 2009-2010: Ànima
- 2010: Adéu, Espanya? (veu, documental)
- 2007- actualitat: Mic de TV3 (veu en off)

### Cinema
- 2008: Reality, curtmetratge de Kim Gázquez
- 2009: Marcianas, curtmetratge de Sintu Amat
- 2017: Barcelona 1714, llargmetratge d'Anna M. Bofarull